# Асар (обычай)
«Асар» — древний обычай казахского народа, согласно которому люди, собравшись вместе, искренне и безвозмездно выполняют непосильные для одного человека или для одной семьи работу. Происхождение обычая связано с потребностью взаимопомощи для выживания в суровых условиях степи, поэтому люди сообща решали проблемы и помогали попавшим в беду. Этот обычай сохранился испокон веков, его почитают и сохраняют до наших дней. Слово «асар» в переводе на русский язык означает «всем миром». Обычно на асар приглашаются людей из соседних деревень. Человек, пригласивший соседей, накрывает для них праздничный стол.